# Sud-Ouest du Mato Grosso

Étendue de la région du sud-ouest du Mato Grosso.

Le Sud-Ouest du Mato Grosso est l'une des 5 mésorégions de l'État du Mato Grosso. Elle regroupe 22 municipalités groupées en 3 microrégions.

## Données
La région compte 306 183 habitants pour 72 064 km2.

## Microrégions
La mésorégion du sud-ouest du Mato Grosso est subdivisée en 3 microrégions:
- Alto Guaporé
- Jauru
- Tangará da Serra